# Лешинскене, Янина Прановна
Янина Прановна Лешинскене — советский литовский хозяйственный деятель, Герой Социалистического Труда.

## Биография
Родилась в 1932 году в Шяуляе. Член КПСС с 1956 года.
В 1952—1974 — раскройщица комбината «Эльняс», в 1974—1990 — раскройщица Шяуляйского производственного кожевенно-обувного объединения «Эльняс» Министерства лёгкой промышленности Литовской ССР.
Указом Президиума Верховного Совета СССР от 4 марта 1976 года присвоено звание Героя Социалистического Труда с вручением ордена Ленина и золотой медали «Серп и Молот».
Делегат XXVI съезда КПСС.
За большой личный вклад в увеличение выпуска и улучшение качества товаров народного потребления была в составе коллектива удостоена Государственной премии СССР за выдающиеся достижения в труде 1985 года.
Жила в Шяуляе.

## Награды и звания
- Герой Социалистического Труда (04.03.1976)
- Орден Ленина (04.03.1976)